# Steffen Mau

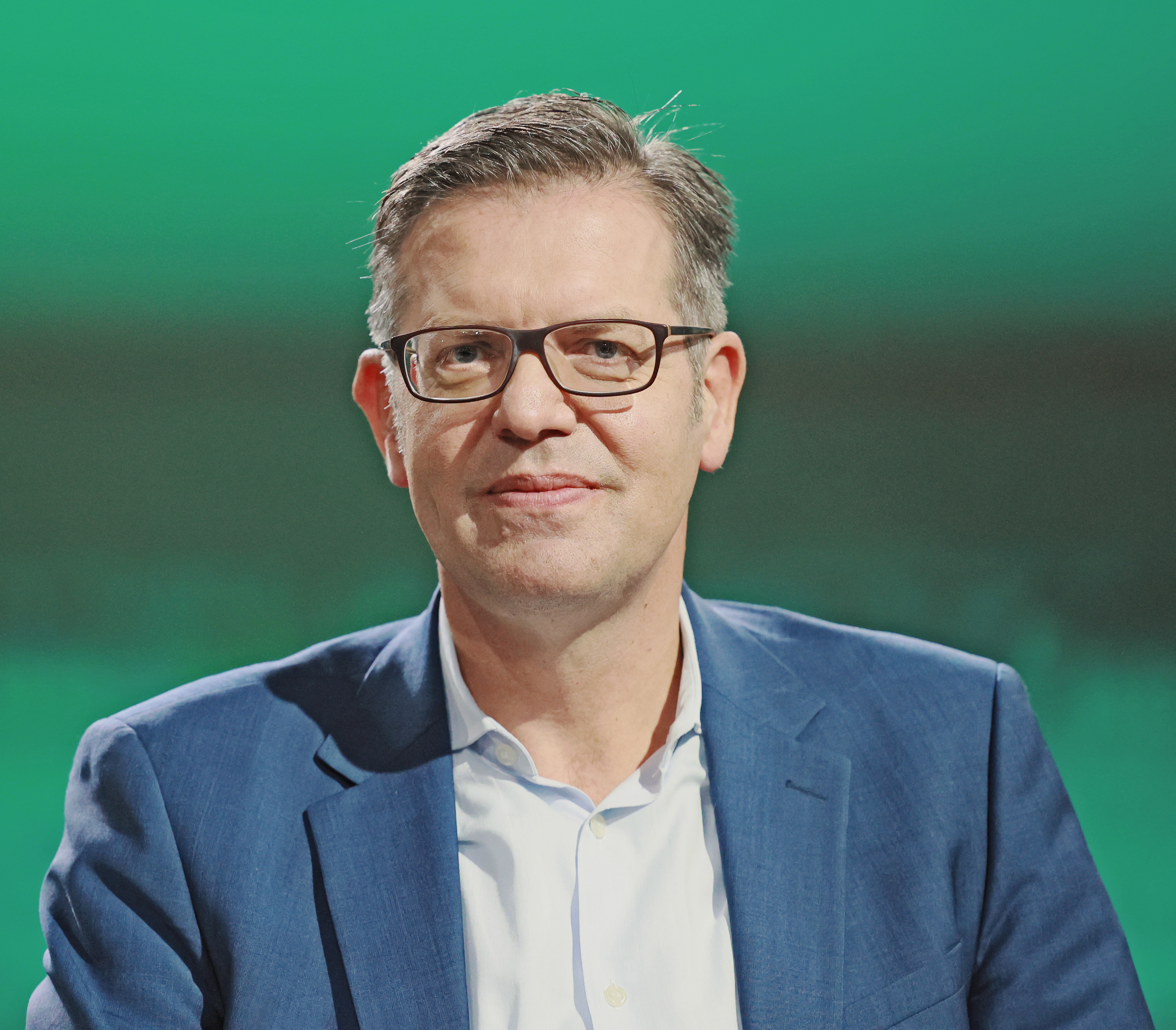
Steffen Mau, 2023 in Frankfurt am Main

Steffen Mau (* 31. Oktober 1968 in Rostock) ist ein deutscher Soziologe und Professor für Makrosoziologie am Institut für Sozialwissenschaften der Humboldt-Universität zu Berlin. Mau gehört seit 2021 zum Sachverständigenrat für Integration und Migration.

## Leben
Mau wuchs als Sohn eines Abteilungsleiters im Schiffbaubetrieb und einer Ärztin in der Rostocker Neubausiedlung Lütten Klein auf. Mau absolvierte vor der Wende eine Lehre als Elektronikfachkraft beim VEB Schiffselektronik Rostock. Ein Studium der Mathematik und Physik, zu dem er 1988 delegiert wurde, trat er nicht an. Er studierte von 1991 bis 1997 Soziologie und Politikwissenschaften an der Freien Universität Berlin. Von 1998 bis 2001 promovierte er als erster ostdeutscher Doktorand am Europäischen Hochschulinstitut in Florenz zum Thema Wohlfahrtsstaat. Es folgten berufliche Stationen an der Humboldt-Universität zu Berlin und der Universität Bremen, wo er 2003 eine Juniorprofessur und 2005 eine Professur für politische Soziologie erhielt. 
Seit 2015 hat er die Professur für Makrosoziologie an der Humboldt-Universität zu Berlin inne und forscht u. a. zu den Themen soziale Ungleichheit, Transnationalisierung, europäische Integration und Migration. Sein Buch Lütten Klein (2019) stand auf der Spiegel-Bestsellerliste. In dem Buch schreibt er über die Transformationsgeschichte des Ortes im Zuge des Zusammenbruchs der DDR. Im Wintersemester 2020/21 war Mau Mercator Senior Fellow der Stiftung Mercator.
Mau beschäftigt sich auch intensiv mit der Frage, inwieweit die Deutschen in einer gespaltenen Gesellschaft leben. Auf Grund seiner empirischen Forschungsergebnisse vertritt er die Meinung, dass Deutschlands Gesellschaft nicht in dem Sinne gespalten sei, dass sich zwei Großgruppen gegenüberstünden; vielmehr finde eine Radikalisierung der Ränder des politischen Spektrums statt, wobei insbesondere der rechte Rand mit einer immer stärker über Emotionalisierung gesteuerten Politik („Affektpolitik“) bis weit in die Mitte des politischen Spektrums hineinwirke.
Mau war 2022 bis 2023 Mitglied der Jury für den Standortwettbewerb für das Zukunftszentrum für Deutsche Einheit und Europäische Transformation.
Im Januar 2021 wurde Mau durch die Bundesregierung in den Sachverständigenrat für Integration und Migration berufen.
Im Sommer 2024 erreichte sein Buch Ungleich vereint vordere Plätze auf den Bestsellerlisten und führte zu einer breiten publizistischen Wahrnehmung.

## Auszeichnungen (Auswahl)
- 2021: Gottfried Wilhelm Leibniz-Preis
- 2021: Mitglied der Academia Europaea[10]
- 2023: Schader-Preis
- 2023: Communicator-Preis
- 2024: Bayerischer Buchpreis für Ungleich vereint. Warum der Osten anders bleibt.

## Publikationen (Auswahl)
- Transnationale Vergesellschaftung: Die Entgrenzung sozialer Lebenswelten. Campus-Verlag, Frankfurt am Main/ New York 2007, ISBN 978-3-593-40386-1.
- mit Roland Verwiebe: Die Sozialstruktur Europas. UTB, Bremen 2009, ISBN 978-3-8252-3145-3.
- Lebenschancen: Wohin driftet die Mittelschicht? Suhrkamp-Verlag, Berlin 2012, ISBN 978-3-518-78040-4.  (E-Book)
- Social Transnationalism. Lifeworlds beyond the Nation State. London/New York. Routledge (Reihe: International Library of Sociology). 2012.
- und andere: Liberal States and the Freedom of Movement. Selective Borders, Unequal Mobility. Basingstoke: Palgrave Macmillan. 2012
- Inequality, Marketization and the Majority Class. Why did the European Middle Classes accept Neoliberalism? Basingstoke: Palgrave Macmillan (Palgrave Pivot series). 2015
- Das metrische Wir: Über die Quantifizierung des Sozialen. Suhrkamp-Verlag, Berlin 2017, ISBN 978-3-518-75172-5.
  - engl. Übersetzung: The Metric Society: On the Quantification of the Social, Wiley 2019, ISBN 978-1-5095-3040-3.
- Lütten Klein. Leben in der ostdeutschen Transformationsgesellschaft. Suhrkamp-Verlag, Berlin 2019, ISBN 978-3-518-42894-8.
- Sortiermaschinen. Die Neuerfindung der Grenze im 21. Jahrhundert. C. H. Beck, München 2021, ISBN 978-3-406-77570-3.[11]
  - engl. Übersetzung: Sorting Machines. The Reinvention of the Border in the 21st Century, Polity, Cambridge 2022, ISBN 978-1-509-55435-5.
- mit Thomas Lux und Linus Westheuser: Triggerpunkte. Konsens und Konflikt in der Gegenwartsgesellschaft. Suhrkamp, Berlin 2023, ISBN 978-3-518-02984-8.
- Ungleich vereint. Warum der Osten anders bleibt. Suhrkamp, Berlin 2024, ISBN 978-3-518-02989-3.